# Svart barkglansbagge
Svart barkglansbagge (Rhizophagus picipes) är en skalbaggsart som först beskrevs av Olivier 1790.  Svart barkglansbagge ingår i släktet Rhizophagus, och familjen gråbaggar. Enligt den svenska rödlistan är arten nära hotad i Sverige. Arten förekommer i Götaland, Gotland, Öland och Svealand. Artens livsmiljö är skogslandskap, våtmarker, stadsmiljö.